# Tenth Avenue

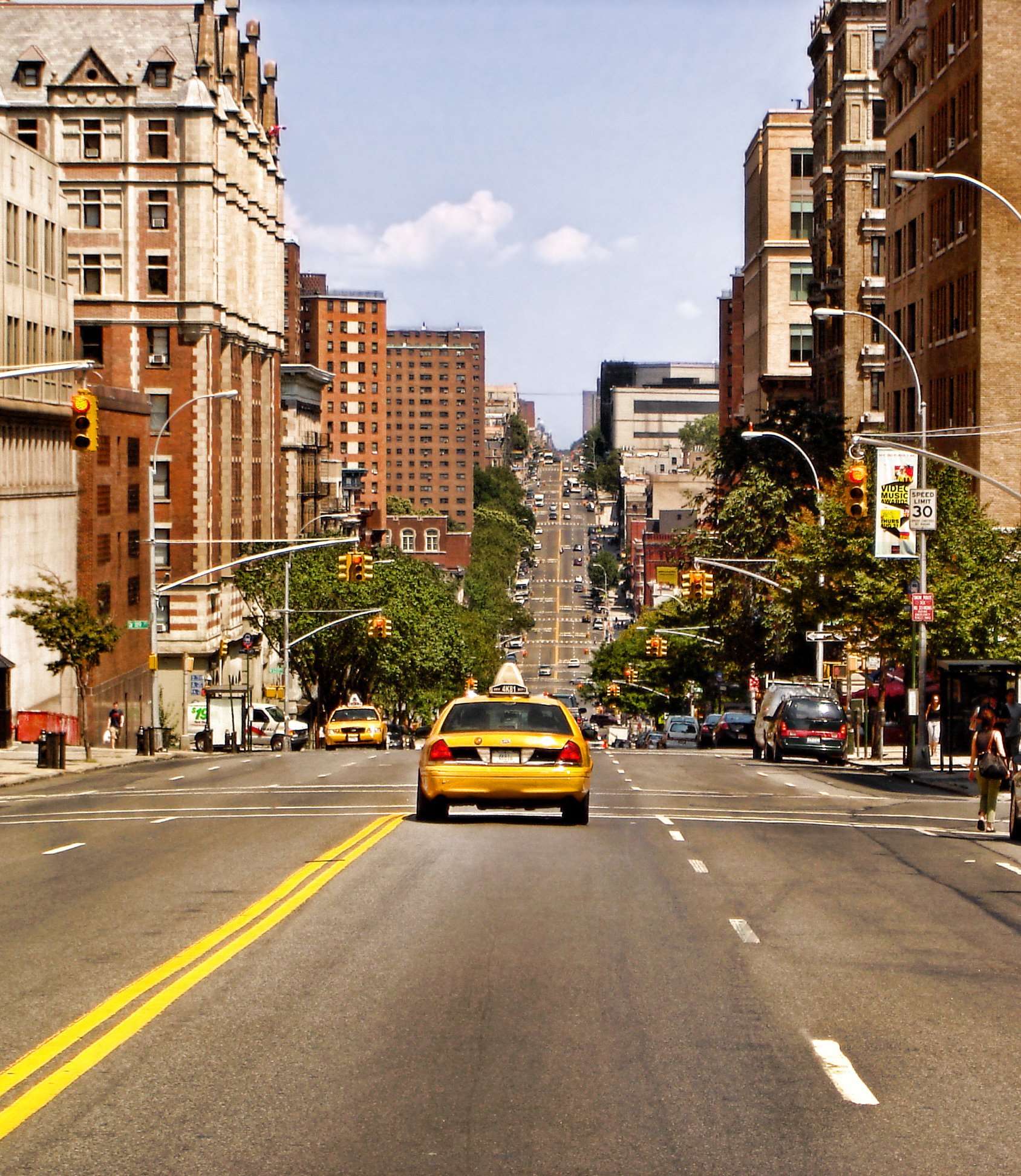
Amsterdam Avenue in noordelijke richting

Tenth Avenue, ten noorden van 57th Street Amsterdam Avenue, is een hoofdweg met rijstroken in noordelijke richting aan de westkant van Manhattan in de Amerikaanse stad New York.
Tenth Avenue begint bij West 13th Street en de West Side Highway in het Meatpacking District en loopt 44 blokken in noordelijke richting tot de kruising met West 57th Street, vanaf daar loopt de weg door zonder hindernissen maar heet Amsterdam Avenue.
De hoofdweg gaat als Amsterdam Avenue nog 133 blokken verder voordat hij de High Bridge Park bereikt, waar de straat de naam Fort George Avenue krijgt voordat hij eindigt. Ten noorden van High Bridge Park ligt echter een stuk straat genaamd Tenth Avenue wat een aantal blokken doorloopt, totdat het eindigt bij het kruispunt van West 218th Street en Broadway, vlak bij het uiterste noorden van Manhattan en de Broadway Bridge, die de Harlem River overbrugt.